# 1675
Portal Geschichte | Portal Biografien | Aktuelle Ereignisse | Jahreskalender | Tagesartikel

◄ |
16. Jahrhundert |
17. Jahrhundert
| 18. Jahrhundert | ►

◄ |
1640er |
1650er |
1660er |
1670er
| 1680er | 1690er | 1700er | ►

◄◄ |
◄ |
1671 |
1672 |
1673 |
1674 |
1675
| 1676 | 1677 | 1678 | 1679 | ► | ►►
Staatsoberhäupter  · Nekrolog   · Musikjahr
| Januar | Januar | Januar | Januar | Januar | Januar | Januar | Januar |
| Kw     | Mo     | Di     | Mi     | Do     | Fr     | Sa     | So     |
| ------ | ------ | ------ | ------ | ------ | ------ | ------ | ------ |
| 1      |        | 1      | 2      | 3      | 4      | 5      | 6      |
| 2      | 7      | 8      | 9      | 10     | 11     | 12     | 13     |
| 3      | 14     | 15     | 16     | 17     | 18     | 19     | 20     |
| 4      | 21     | 22     | 23     | 24     | 25     | 26     | 27     |
| 5      | 28     | 29     | 30     | 31     |        |        |        |

| Februar | Februar | Februar | Februar | Februar | Februar | Februar | Februar |
| Kw      | Mo      | Di      | Mi      | Do      | Fr      | Sa      | So      |
| ------- | ------- | ------- | ------- | ------- | ------- | ------- | ------- |
| 5       |         |         |         |         | 1       | 2       | 3       |
| 6       | 4       | 5       | 6       | 7       | 8       | 9       | 10      |
| 7       | 11      | 12      | 13      | 14      | 15      | 16      | 17      |
| 8       | 18      | 19      | 20      | 21      | 22      | 23      | 24      |
| 9       | 25      | 26      | 27      | 28      |         |         |         |

| März | März | März | März | März | März | März | März |
| Kw   | Mo   | Di   | Mi   | Do   | Fr   | Sa   | So   |
| ---- | ---- | ---- | ---- | ---- | ---- | ---- | ---- |
| 9    |      |      |      |      | 1    | 2    | 3    |
| 10   | 4    | 5    | 6    | 7    | 8    | 9    | 10   |
| 11   | 11   | 12   | 13   | 14   | 15   | 16   | 17   |
| 12   | 18   | 19   | 20   | 21   | 22   | 23   | 24   |
| 13   | 25   | 26   | 27   | 28   | 29   | 30   | 31   |

| April | April | April | April | April | April | April | April |
| Kw    | Mo    | Di    | Mi    | Do    | Fr    | Sa    | So    |
| ----- | ----- | ----- | ----- | ----- | ----- | ----- | ----- |
| 14    | 1     | 2     | 3     | 4     | 5     | 6     | 7     |
| 15    | 8     | 9     | 10    | 11    | 12    | 13    | 14    |
| 16    | 15    | 16    | 17    | 18    | 19    | 20    | 21    |
| 17    | 22    | 23    | 24    | 25    | 26    | 27    | 28    |
| 18    | 29    | 30    |       |       |       |       |       |

| Mai | Mai | Mai | Mai | Mai | Mai | Mai | Mai |
| Kw  | Mo  | Di  | Mi  | Do  | Fr  | Sa  | So  |
| 18  |     |     | 1   | 2   | 3   | 4   | 5   |
| 19  | 6   | 7   | 8   | 9   | 10  | 11  | 12  |
| 20  | 13  | 14  | 15  | 16  | 17  | 18  | 19  |
| 21  | 20  | 21  | 22  | 23  | 24  | 25  | 26  |
| 22  | 27  | 28  | 29  | 30  | 31  |     |     |
| --- | --- | --- | --- | --- | --- | --- | --- |

| Juni | Juni | Juni | Juni | Juni | Juni | Juni | Juni |
| Kw   | Mo   | Di   | Mi   | Do   | Fr   | Sa   | So   |
| ---- | ---- | ---- | ---- | ---- | ---- | ---- | ---- |
| 22   |      |      |      |      |      | 1    | 2    |
| 23   | 3    | 4    | 5    | 6    | 7    | 8    | 9    |
| 24   | 10   | 11   | 12   | 13   | 14   | 15   | 16   |
| 25   | 17   | 18   | 19   | 20   | 21   | 22   | 23   |
| 26   | 24   | 25   | 26   | 27   | 28   | 29   | 30   |

| Juli | Juli | Juli | Juli | Juli | Juli | Juli | Juli |
| Kw   | Mo   | Di   | Mi   | Do   | Fr   | Sa   | So   |
| ---- | ---- | ---- | ---- | ---- | ---- | ---- | ---- |
| 27   | 1    | 2    | 3    | 4    | 5    | 6    | 7    |
| 28   | 8    | 9    | 10   | 11   | 12   | 13   | 14   |
| 29   | 15   | 16   | 17   | 18   | 19   | 20   | 21   |
| 30   | 22   | 23   | 24   | 25   | 26   | 27   | 28   |
| 31   | 29   | 30   | 31   |      |      |      |      |

| August | August | August | August | August | August | August | August |
| Kw     | Mo     | Di     | Mi     | Do     | Fr     | Sa     | So     |
| ------ | ------ | ------ | ------ | ------ | ------ | ------ | ------ |
| 31     |        |        |        | 1      | 2      | 3      | 4      |
| 32     | 5      | 6      | 7      | 8      | 9      | 10     | 11     |
| 33     | 12     | 13     | 14     | 15     | 16     | 17     | 18     |
| 34     | 19     | 20     | 21     | 22     | 23     | 24     | 25     |
| 35     | 26     | 27     | 28     | 29     | 30     | 31     |        |

| September | September | September | September | September | September | September | September |
| Kw        | Mo        | Di        | Mi        | Do        | Fr        | Sa        | So        |
| --------- | --------- | --------- | --------- | --------- | --------- | --------- | --------- |
| 35        |           |           |           |           |           |           | 1         |
| 36        | 2         | 3         | 4         | 5         | 6         | 7         | 8         |
| 37        | 9         | 10        | 11        | 12        | 13        | 14        | 15        |
| 38        | 16        | 17        | 18        | 19        | 20        | 21        | 22        |
| 39        | 23        | 24        | 25        | 26        | 27        | 28        | 29        |
| 40        | 30        |           |           |           |           |           |           |

| Oktober | Oktober | Oktober | Oktober | Oktober | Oktober | Oktober | Oktober |
| Kw      | Mo      | Di      | Mi      | Do      | Fr      | Sa      | So      |
| ------- | ------- | ------- | ------- | ------- | ------- | ------- | ------- |
| 40      |         | 1       | 2       | 3       | 4       | 5       | 6       |
| 41      | 7       | 8       | 9       | 10      | 11      | 12      | 13      |
| 42      | 14      | 15      | 16      | 17      | 18      | 19      | 20      |
| 43      | 21      | 22      | 23      | 24      | 25      | 26      | 27      |
| 44      | 28      | 29      | 30      | 31      |         |         |         |

| November | November | November | November | November | November | November | November |
| Kw       | Mo       | Di       | Mi       | Do       | Fr       | Sa       | So       |
| -------- | -------- | -------- | -------- | -------- | -------- | -------- | -------- |
| 44       |          |          |          |          | 1        | 2        | 3        |
| 45       | 4        | 5        | 6        | 7        | 8        | 9        | 10       |
| 46       | 11       | 12       | 13       | 14       | 15       | 16       | 17       |
| 47       | 18       | 19       | 20       | 21       | 22       | 23       | 24       |
| 48       | 25       | 26       | 27       | 28       | 29       | 30       |          |

| Dezember | Dezember | Dezember | Dezember | Dezember | Dezember | Dezember | Dezember |
| Kw       | Mo       | Di       | Mi       | Do       | Fr       | Sa       | So       |
| -------- | -------- | -------- | -------- | -------- | -------- | -------- | -------- |
| 48       |          |          |          |          |          |          | 1        |
| 49       | 2        | 3        | 4        | 5        | 6        | 7        | 8        |
| 50       | 9        | 10       | 11       | 12       | 13       | 14       | 15       |
| 51       | 16       | 17       | 18       | 19       | 20       | 21       | 22       |
| 52       | 23       | 24       | 25       | 26       | 27       | 28       | 29       |
| 1        | 30       | 31       |          |          |          |          |          |

| Januar | Januar | Januar | Januar | Januar | Januar | Januar | Januar |
| Kw     | Mo     | Di     | Mi     | Do     | Fr     | Sa     | So     |
| ------ | ------ | ------ | ------ | ------ | ------ | ------ | ------ |
| 1      |        | 1      | 2      | 3      | 4      | 5      | 6      |
| 2      | 7      | 8      | 9      | 10     | 11     | 12     | 13     |
| 3      | 14     | 15     | 16     | 17     | 18     | 19     | 20     |
| 4      | 21     | 22     | 23     | 24     | 25     | 26     | 27     |
| 5      | 28     | 29     | 30     | 31     |        |        |        |

| Februar | Februar | Februar | Februar | Februar | Februar | Februar | Februar |
| Kw      | Mo      | Di      | Mi      | Do      | Fr      | Sa      | So      |
| ------- | ------- | ------- | ------- | ------- | ------- | ------- | ------- |
| 5       |         |         |         |         | 1       | 2       | 3       |
| 6       | 4       | 5       | 6       | 7       | 8       | 9       | 10      |
| 7       | 11      | 12      | 13      | 14      | 15      | 16      | 17      |
| 8       | 18      | 19      | 20      | 21      | 22      | 23      | 24      |
| 9       | 25      | 26      | 27      | 28      |         |         |         |

| März | März | März | März | März | März | März | März |
| Kw   | Mo   | Di   | Mi   | Do   | Fr   | Sa   | So   |
| ---- | ---- | ---- | ---- | ---- | ---- | ---- | ---- |
| 9    |      |      |      |      | 1    | 2    | 3    |
| 10   | 4    | 5    | 6    | 7    | 8    | 9    | 10   |
| 11   | 11   | 12   | 13   | 14   | 15   | 16   | 17   |
| 12   | 18   | 19   | 20   | 21   | 22   | 23   | 24   |
| 13   | 25   | 26   | 27   | 28   | 29   | 30   | 31   |

| April | April | April | April | April | April | April | April |
| Kw    | Mo    | Di    | Mi    | Do    | Fr    | Sa    | So    |
| ----- | ----- | ----- | ----- | ----- | ----- | ----- | ----- |
| 14    | 1     | 2     | 3     | 4     | 5     | 6     | 7     |
| 15    | 8     | 9     | 10    | 11    | 12    | 13    | 14    |
| 16    | 15    | 16    | 17    | 18    | 19    | 20    | 21    |
| 17    | 22    | 23    | 24    | 25    | 26    | 27    | 28    |
| 18    | 29    | 30    |       |       |       |       |       |

| Mai | Mai | Mai | Mai | Mai | Mai | Mai | Mai |
| Kw  | Mo  | Di  | Mi  | Do  | Fr  | Sa  | So  |
| 18  |     |     | 1   | 2   | 3   | 4   | 5   |
| 19  | 6   | 7   | 8   | 9   | 10  | 11  | 12  |
| 20  | 13  | 14  | 15  | 16  | 17  | 18  | 19  |
| 21  | 20  | 21  | 22  | 23  | 24  | 25  | 26  |
| 22  | 27  | 28  | 29  | 30  | 31  |     |     |
| --- | --- | --- | --- | --- | --- | --- | --- |

| Juni | Juni | Juni | Juni | Juni | Juni | Juni | Juni |
| Kw   | Mo   | Di   | Mi   | Do   | Fr   | Sa   | So   |
| ---- | ---- | ---- | ---- | ---- | ---- | ---- | ---- |
| 22   |      |      |      |      |      | 1    | 2    |
| 23   | 3    | 4    | 5    | 6    | 7    | 8    | 9    |
| 24   | 10   | 11   | 12   | 13   | 14   | 15   | 16   |
| 25   | 17   | 18   | 19   | 20   | 21   | 22   | 23   |
| 26   | 24   | 25   | 26   | 27   | 28   | 29   | 30   |

| Juli | Juli | Juli | Juli | Juli | Juli | Juli | Juli |
| Kw   | Mo   | Di   | Mi   | Do   | Fr   | Sa   | So   |
| ---- | ---- | ---- | ---- | ---- | ---- | ---- | ---- |
| 27   | 1    | 2    | 3    | 4    | 5    | 6    | 7    |
| 28   | 8    | 9    | 10   | 11   | 12   | 13   | 14   |
| 29   | 15   | 16   | 17   | 18   | 19   | 20   | 21   |
| 30   | 22   | 23   | 24   | 25   | 26   | 27   | 28   |
| 31   | 29   | 30   | 31   |      |      |      |      |

| August | August | August | August | August | August | August | August |
| Kw     | Mo     | Di     | Mi     | Do     | Fr     | Sa     | So     |
| ------ | ------ | ------ | ------ | ------ | ------ | ------ | ------ |
| 31     |        |        |        | 1      | 2      | 3      | 4      |
| 32     | 5      | 6      | 7      | 8      | 9      | 10     | 11     |
| 33     | 12     | 13     | 14     | 15     | 16     | 17     | 18     |
| 34     | 19     | 20     | 21     | 22     | 23     | 24     | 25     |
| 35     | 26     | 27     | 28     | 29     | 30     | 31     |        |

| September | September | September | September | September | September | September | September |
| Kw        | Mo        | Di        | Mi        | Do        | Fr        | Sa        | So        |
| --------- | --------- | --------- | --------- | --------- | --------- | --------- | --------- |
| 35        |           |           |           |           |           |           | 1         |
| 36        | 2         | 3         | 4         | 5         | 6         | 7         | 8         |
| 37        | 9         | 10        | 11        | 12        | 13        | 14        | 15        |
| 38        | 16        | 17        | 18        | 19        | 20        | 21        | 22        |
| 39        | 23        | 24        | 25        | 26        | 27        | 28        | 29        |
| 40        | 30        |           |           |           |           |           |           |

| Oktober | Oktober | Oktober | Oktober | Oktober | Oktober | Oktober | Oktober |
| Kw      | Mo      | Di      | Mi      | Do      | Fr      | Sa      | So      |
| ------- | ------- | ------- | ------- | ------- | ------- | ------- | ------- |
| 40      |         | 1       | 2       | 3       | 4       | 5       | 6       |
| 41      | 7       | 8       | 9       | 10      | 11      | 12      | 13      |
| 42      | 14      | 15      | 16      | 17      | 18      | 19      | 20      |
| 43      | 21      | 22      | 23      | 24      | 25      | 26      | 27      |
| 44      | 28      | 29      | 30      | 31      |         |         |         |

| November | November | November | November | November | November | November | November |
| Kw       | Mo       | Di       | Mi       | Do       | Fr       | Sa       | So       |
| -------- | -------- | -------- | -------- | -------- | -------- | -------- | -------- |
| 44       |          |          |          |          | 1        | 2        | 3        |
| 45       | 4        | 5        | 6        | 7        | 8        | 9        | 10       |
| 46       | 11       | 12       | 13       | 14       | 15       | 16       | 17       |
| 47       | 18       | 19       | 20       | 21       | 22       | 23       | 24       |
| 48       | 25       | 26       | 27       | 28       | 29       | 30       |          |

| Dezember | Dezember | Dezember | Dezember | Dezember | Dezember | Dezember | Dezember |
| Kw       | Mo       | Di       | Mi       | Do       | Fr       | Sa       | So       |
| -------- | -------- | -------- | -------- | -------- | -------- | -------- | -------- |
| 48       |          |          |          |          |          |          | 1        |
| 49       | 2        | 3        | 4        | 5        | 6        | 7        | 8        |
| 50       | 9        | 10       | 11       | 12       | 13       | 14       | 15       |
| 51       | 16       | 17       | 18       | 19       | 20       | 21       | 22       |
| 52       | 23       | 24       | 25       | 26       | 27       | 28       | 29       |
| 1        | 30       | 31       |          |          |          |          |          |

## Ereignisse

### Politik und Weltgeschehen

#### Nordischer Krieg

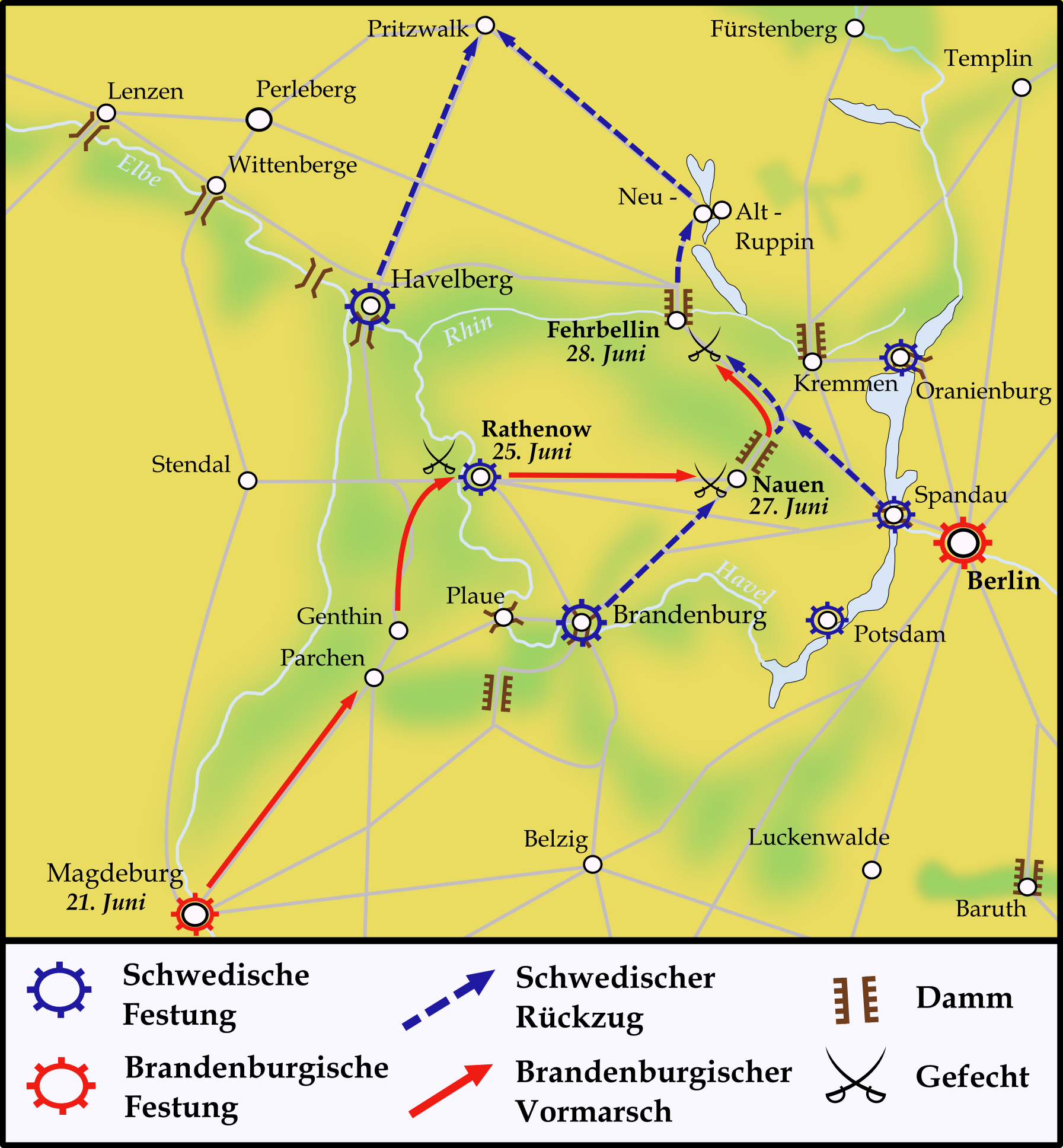
Der Nordische Krieg 1675

- 15. Juni: Die Schlacht um Rathenow, das erste Gefecht zwischen den Truppen Brandenburg-Preußens und Schwedens im Nordischen Krieg, endet mit einem Sieg der Brandenburger.
- 27. Juni: Im Anschluss an das Gefecht bei Nauen zwischen schwedische Nachhuteinheiten und brandenburgischer Vorhut nehmen die brandenburgischen Einheiten die Stadt Nauen ein.
- 28. Juni: Kurfürst Friedrich Wilhelm von Brandenburg besiegt im Nordischen Krieg die Schweden in der Schlacht bei Fehrbellin.
- 15. September: Der Bremen-Verdener Feldzug beginnt mit den Einmarsch der Münsterschen in das Amt Wildeshausen und den weiteren Vorstoß über die Stadt Bremen nach Verden.
- 28. September bis 2. Oktober: Das Anlandungsunternehmens brandenburgischer Truppen vor Carlsburg scheitert. Die Brandenburger werden am 2. Oktober durch schwedische Entsatzeinheiten besiegt.
- 3. Oktober: Einnahme Ottersbergs durch münstersche Truppen
- 4. Oktober: Schwedische Truppen schlagen einen dänischen Angriff auf das Land Wursten zurück.
- 12. Oktober: Einnahme von Buxtehude durch Alliierte Truppen
- 28. Oktober: Einnahme von Bremervörde durch Alliierte Truppen
- 13. Dezember: Schonischer Krieg: Das schwedische Wismar wird von dänischen Truppen angegriffen.

#### Holländischer Krieg

Teilansicht der Schlacht an der Konzer Brücke. Vertreibung der Franzosen (blaue Fahnen) von der Granahöhe durch General Granas Reichstruppenkontingent (orange & gelbe Fahnen)

- 5. Januar: In der Schlacht bei Türkheim im Elsass schlagen die Franzosen unter Henri de La Tour d’Auvergne, vicomte de Turenne, eine österreichische und brandenburgische Armee.
- 11. August: Ludwig XIV. wird im Holländischen Krieg in der Schlacht an der Konzer Brücke von einem kaiserlichen Heer geschlagen.

#### Frankreich
- Mit dem Prozess gegen Marie-Madeleine de Brinvilliers beginnt die Giftaffäre in Frankreich.

#### Weitere Vorgänge in Europa
Mit dem frühen Tod von Georg Wilhelm I. von Liegnitz-Brieg-Wohlau fallen die erledigten Lehen, die Herzogtümer Liegnitz, Brieg und Ohlau in Schlesien an die Krone Böhmens.

#### Amerika
- 1. Juni: Gerichtsverhandlung im Mordfall John Sassamon

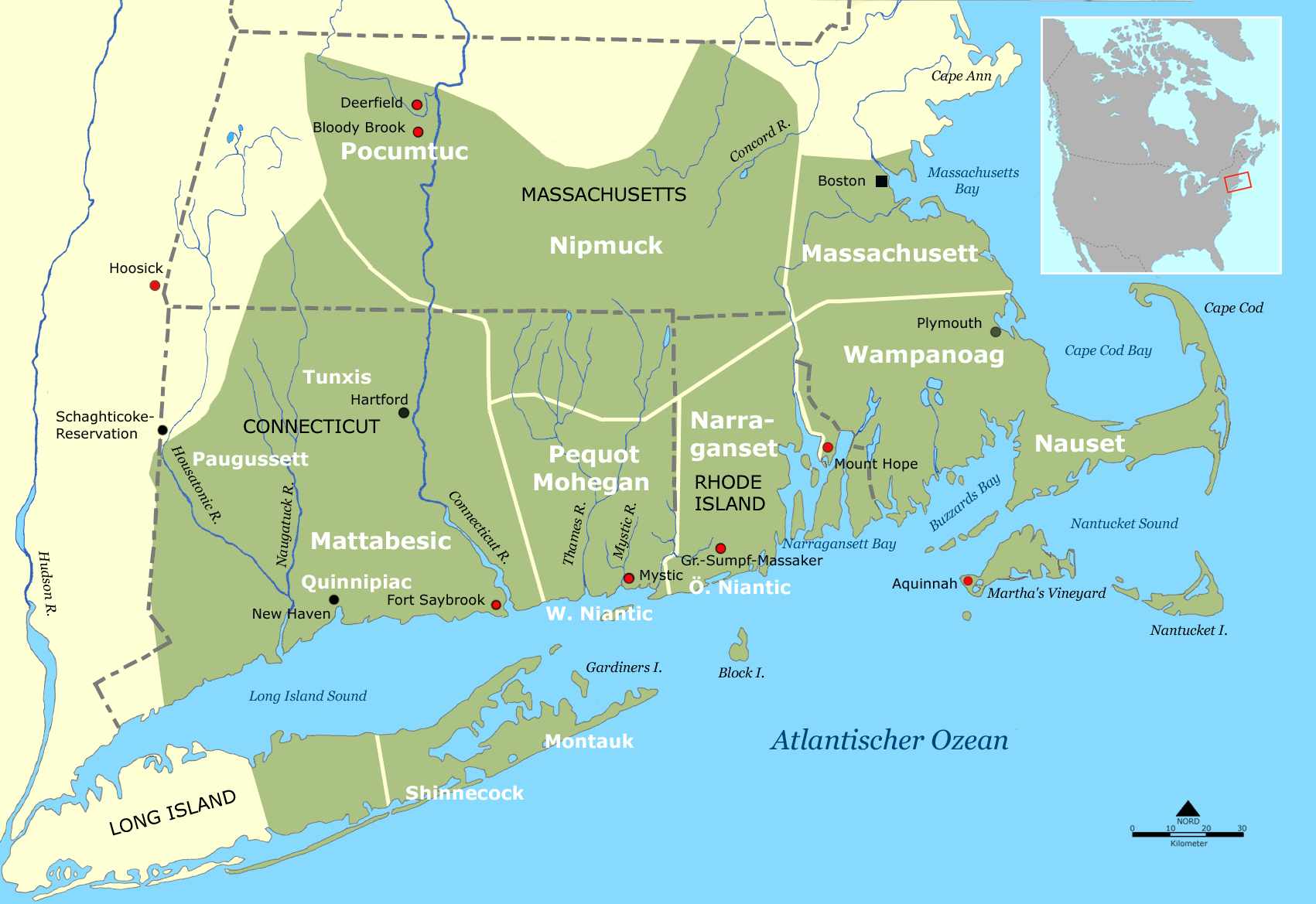
Schauplatz des King Philip’s War und historische Orte (rot)

- Ende Juni: King Philip’s War beginnt.
- 18. September: Bloody-Brook-Massaker

#### Antarktis
- April: Der englische Händler Anthony de la Roché entdeckt als erster Mensch Südgeorgien und macht damit die erste Landentdeckung südlich der Antarktischen Konvergenz.

### Wirtschaft
- 21. Juli: Das Postrecht in der Republik Bern wird für 25 Jahre an Beat Fischer verpachtet.

### Wissenschaft und Technik

#### Mathematik
Erstmals erscheint das Integralzeichen{\displaystyle \int }.
„Utile erit scribi {\displaystyle \int } pro omnia.“ (Es wird nützlich sein, {\displaystyle \int } anstatt omnia zu schreiben).
Dies vermerkt Gottfried Wilhelm Leibniz in seiner Abhandlung Analysis tetragonistica. Omnia steht dabei für omnia l und wird in dem geometrisch orientierten Flächenberechnungsverfahren von Bonaventura Cavalieri verwendet. Die zugehörige gedruckte Veröffentlichung Leibniz’ ist De geometria recondita von 1686.

#### Sonstiges
- 4. März: Der englische Astronom John Flamsteed wird durch königlichen Erlass zum ersten Astronomer Royal ernannt.
- 22. Juni: Der englische König Karl II. gründet das Royal Greenwich Observatory, deren Bau von John Flamsteed, seit dem 4. März erster Astronomer Royal, in Auftrag gegeben wird. Der Bau wird von Christopher Wren durchgeführt.
- Maria Sibylla Merian veröffentlicht den ersten Band ihres botanischen Werkes Neues Blumenbuch.
- Friederich Martens’ Spitzbergische oder Groenlandische Reise Beschreibung gethan 1671 wird in Hamburg gedruckt.

### Kultur und Religion

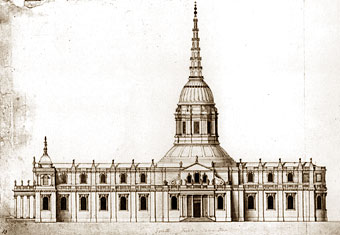
Wrens angenommener Entwurf von 1675

- Juni: Christopher Wren beginnt mit dem Bau der neuen St Paul’s Cathedral in London. Der alte Bau war beim Großen Brand im Jahr 1666 abgebrannt.
- 2. August: In Amsterdam wird die Portugiesische Synagoge eingeweiht. Ihr Grundriss wird Vorbild für weitere jüdische Sakralbauten in Europa und Amerika.
- Philipp Jacob Speners Reformschrift Pia desideria oder herzliches Verlangen nach gottgefälliger Besserung der wahren Evangelischen Kirche samt einigen dahin einfältig abzweckenden christlichen Vorschlägen erscheint in Frankfurt am Main. Sie erhält die Kirchenreformvorschläge des Pietismus, die bei den Gläubigen der Zeit auf großen Widerhall treffen.
- Der französische Orientalist François Pétis de la Croix bringt die persische Märchensammlung Tausendundein Tag nach Europa und beginnt mit ihrer Übersetzung.

## Geboren

### Geburtsdatum gesichert
- 04. Januar: Liberat Weiß, deutscher Missionar des Franziskanerordens und katholischer Märtyrer († 1716)
- 10. Januar: Friedrich I. Vitzthum von Eckstädt, sächsischer Diplomat († 1726)
- 14. Jänner: Karoline von Fuchs-Mollard, österreichische Adelige, Erzieherin der Kaiserin Maria Theresia († 1754)
- 16. Januar: Louis de Rouvroy, Herzog von Saint-Simon, französischer Politiker und Schriftsteller († 1755)
- 21. Januar: Franziska Sibylla Augusta von Sachsen-Lauenburg, Markgräfin und Regentin von Baden-Baden († 1733)
- 27. Januar: Erik Benzelius der Jüngere, schwedischer lutherischer Theologe und Erzbischof von Uppsala († 1743)
- 08. Februar: Henry Thynne, englischer Politiker († 1708)
- 11. Februar: Johann Alexander Döderlein, Weißenburger Gelehrter († 1745)
- 14. Februar: Johann Cyriak Hackhofer, österreichischer Maler († 1731)
- 22. Februar: Franz Anton Adolph von Wagensperg, Fürstbischof von Seckau und Fürstbischof von Chiemsee († 1723)
- 25. Februar: Johann Erhard Straßburger, deutscher Architekt des Barocks und Gothaischer Oberlandbaumeister († 1754)
- 25. Februar: William Tailer, englischer Kolonialbeamter und Gouverneur der Province of Massachusetts Bay († 1731)
- 28. Februar: Guillaume Delisle, französischer Kartograf († 1726)
- 02. März: Hedwig Luise von Hessen-Homburg, Prinzessin von Hessen-Homburg und Gräfin von Schlieben († 1760)
- 24. März: Friederike von Sachsen-Gotha-Altenburg, Fürstin von Anhalt-Zerbst († 1709)
- 28. März: Friedrich Wilhelm I., Herzog von Mecklenburg im Landesteil Mecklenburg-Schwerin († 1713)
- 28. März: Johann Wilhelm, Herzog von Sachsen-Jena († 1690)
- 31. März: Prospero Lorenzo Lambertini, als Benedikt XIV. Papst († 1758)
- 03. April: Guillem Mesquida i Munar, mallorquinischer Maler († 1747)
- 11. April: Johann Daniel Herrnschmidt, deutscher lutherischer Theologe († 1723)
- 23. Juni: Louis de Silvestre, französischer Maler, Oberhofmaler in Sachsen († 1760)
- 12. Juli: Evaristo Dall’Abaco, italienischer Violinist, Cellist und Komponist († 1742)
- 14. Juli: Claude Alexandre de Bonneval, französischer Abenteurer († 1747)
- 19. Juli: Johann Christian Neupauer, Wiener Stadtrat, Stadtoberkämmerer († 1735)
- 25. Juli: James Thornhill, britischer Maler († 1734)
- 17. August: Johann Adolph Wedel, deutscher Mediziner († 1747)
- 05. September: Christian Gottlieb Schwarz, deutscher Philologe und Hochschullehrer († 1751)
- 15. September: Wachtang VI., georgischer König und Wissenschaftler († 1737)
- 18. September: Christian Albrecht, Markgraf von Brandenburg-Ansbach († 1692)
- 06. Oktober: Diamante Maria Scarabelli, italienische Sopranistin († 1754)
- 07. Oktober: Rosalba Carriera, venezianische Malerin († 1757)
- 10. Oktober: Peter Kolb, deutscher Lehrer und Völkerkundler († 1726)
- 21. Oktober: Higashiyama, 113. Kaiser von Japan († 1710)
- 25. Oktober: Johann Benedict Carpzov III., deutscher Historiker, Jurist und Bürgermeister von Zittau († 1739)
- 15. November: Caspar König, deutscher Orgelbauer († 1765)
- 29. November: Bartolomeo Carlo Rastrelli, italienisch-russischer Bildhauer, Kunstgießer und Architekt († 1744)
- 15. Dezember: Georges Polier de Bottens, Schweizer evangelischer Theologe und Hochschullehrer († 1759)
- 19. Dezember: Johann Ignaz Egedacher, süddeutscher Orgelbauer († 1744)
- 28. Dezember: Heinrich Klausing, deutscher lutherischer Theologe, Mathematiker, Astronom und Polyhistor († 1745)

### Genaues Geburtsdatum unbekannt
- Johann Christoph Lauterbach, deutscher Kartograf und Ingenieuroffizier († 1744)
- Franz Karl von Wendt, kurhannoverscher General († 1748)

## Gestorben

### Erstes Halbjahr
- 26. Januar: Domenico II. Contarini, 104. Doge von Venedig (* 1585)
- 18. Februar: Marie Eleonore von Brandenburg, Pfalzgräfin und Regentin von Simmern (* 1607)
- 07. März: Kaspar Amort, bayrischer Hofmaler (* 1612)
- 10. März: Johann Konrad Schragmüller, deutscher Geistlicher, Theologe und Hochschullehrer (* 1605)
- 21. März: Caspar Dietrich von Fürstenberg, Kanoniker, Kavallerieobrist, Alchimist und Künstler (* 1615)
- 26. März: Ernst I. von Sachsen-Gotha, Sohn von Herzog Johann III. von Sachsen-Weimar (* 1601)
- 03. April: Lê Gia Tông, vietnamesischer Kaiser (* 1661)
- 04. April: Zacharias Kniller, deutscher Maler (* 1611)
- 17. April: Marie-Madeleine de Vignerot, französische Adlige und Mäzenin (* 1604)
- 29. April: Matthäus Ferdinand Sobek von Bilenberg, Bischof von Königgrätz und Erzbischof von Prag (* 1618)
- 06. Mai: August Philipp, Herzog von Oldenburg und Schleswig-Holstein-Sonderburg-Beck (* 1612)
- 06. Mai: Michael Bergmann, deutscher Autor von Nachschlagewerken (* 1633)
- 18. Mai: Jacques Marquette, französischer Mönch und Entdecker des Mississippi River (* 1637)
- 19. Mai: António Luís de Meneses, 1. Marquês de Marialva, einer der bedeutendsten Feldherrn der portugiesischen Restauraçao (* 1603)
- 25. Mai: Gaspard Poussin, italienischer Maler (* 1615)
- 26. Mai: William Blaxton, früher europäischer Siedler in Neuengland (* 1595)
- 30. Mai: José Antolínez, spanischer Maler (* 1635)
- 03. Juni: Lothar Friedrich von Metternich-Burscheid, Erzbischof und Kurfürst von Mainz (* 1617)
- 11. Juni: Dorothea Maria von Sachsen-Weimar, Herzogin von Sachsen-Zeitz (* 1641)
- 12. Juni: Karl Emanuel II., Herzog von Savoyen (* 1634)
- 13. Juni: Christian von Hohenlohe-Waldenburg-Bartenstein, Hofbeamter und Politiker (* 1627)

### Zweites Halbjahr
- 10. Juli: Bertholet Flémal, Lütticher Maler (* um 1614)
- 15. Juli: Polykarp von Kuenburg, Bischof von Gurk (* 1633)
- 27. Juli: Henri de La Tour d’Auvergne, Vicomte de Turenne, französischer Heerführer und Marschall von Frankreich (* 1611)
- 15. August: Nicholas Easton, englischer Politiker (* 1593)
- 08. September: Amalie zu Solms-Braunfels, Prinzessin von Oranien und Gräfin von Nassau (* 1602)
- 18. September: Karl IV., Herzog von Lothringen und Bar (* 1604)
- 10. Oktober: Alexander II. von Velen, kaiserlicher Feldherr im Dreißigjährigen Krieg (* 1599)
- 27. Oktober: Gilles Personne de Roberval, französischer Mathematiker und Erfinder (* 1602)
- 29. Oktober: Christian Hoburg, Theologe, mystischer Spiritualist (* 1607)
- 29. Oktober: Andreas Hammerschmidt, deutscher Komponist und Organist (* 1611 oder 1612)
- 10. November: Leopoldo de’ Medici, italienischer Kardinal und Kunstförderer (* 1617)
- 11. November: Tegh Bahadur, neunter Guru des Sikhismus (* 1621)
- 14. November: August Augspurger, deutscher Lyriker, Übersetzer und Epigrammatiker (* 1620)
- 14. November: Jacques Courtois, italienischer Schlachten- und Historienmaler (* 1621)
- 15. November: Cort Sivertsen Adeler, norwegischer Seemann und Admiral (* 1622)
- 21. November: Georg Wilhelm I. von Liegnitz-Brieg-Wohlau, letzter legitimer männlicher Nachkomme aus dem Geschlecht der schlesischen Piasten (* 1660)
- 26. November: Francisco de Moura, portugiesischer Diplomat und Politiker, Vizekönig von Sardinien und Katalonien sowie Statthalter der Spanischen Niederlande (* 1610)
- 30. November: Cæcilius Calvert, 2. Baron Baltimore, englischer Politiker und Lord Proprietor der Kolonie Maryland (* 1605)
- 02. Dezember: Franz Hieß, österreichischer Steinmetzmeister und Bildhauer des Barock und Untervorsteher der Wiener Bauhütte (* 1641)
- 10. Dezember: Johann Fink, deutscher Maler (* 1628)
- 15. Dezember: Jan Vermeer, niederländischer Maler (* 1632)
- 16. Dezember: Armand Nompar de Caumont, Marschall von Frankreich (* um 1580)
- 22. Dezember: Francis Lovelace, englischer Kolonialgouverneur der Provinz New York (* um 1621)
- 31. Dezember: Abraham van Diepenbeeck, niederländischer Glasmaler (* 1596)

### Genaues Todesdatum unbekannt
- Piotr Baryka, polnischer Schriftsteller (* 1600)
- Girolamo Fantini, italienischer Trompeter und Komponist (* 1600)
- Emanuele Tesauro, italienischer Schriftsteller (* 1592)

### Gestorben um 1675
- Bathsua Makin, englische Gelehrte und Frauenrechtlerin (* 1600)